# Невилл, Матильда, 6-я баронесса Фёрниволл
Матильда Невилл (англ. Maud de Neville; примерно 1392 — примерно 1423) — английская аристократка, 6-я баронесса Фёрниволл в своём праве (suo jure). Единственный ребёнок Томаса Невилла и Джоан Фёрниволл, 5-й баронессы Фёрниволл. После смерти матери (до 1400 года) унаследовала семейные владения и титул. Вышла замуж до 12 марта 1407 года за Джона Толбота, с 1421 года 7-го барона Толбота и 10-го барона Стрейнджа из Блэкмера, который благодаря этому браку стал бароном Фёрниволл jure uxoris. У Джона и Матильды родились:
- Джоан, жена Эдмунда Хангерфорда (сына 1-го барона Хангерфорда)[2];
- Джон, 7-й барон Фёрниволл и 2-й граф Шрусбери[3];
- Кристофер (умер в 1460)[4].

Баронесса умерла в 1423 году. Толбот женился во второй раз, на Маргарет Бошан, а в 1442 году получил титул графа Шрусбери.